# Kathedrale von Poitiers

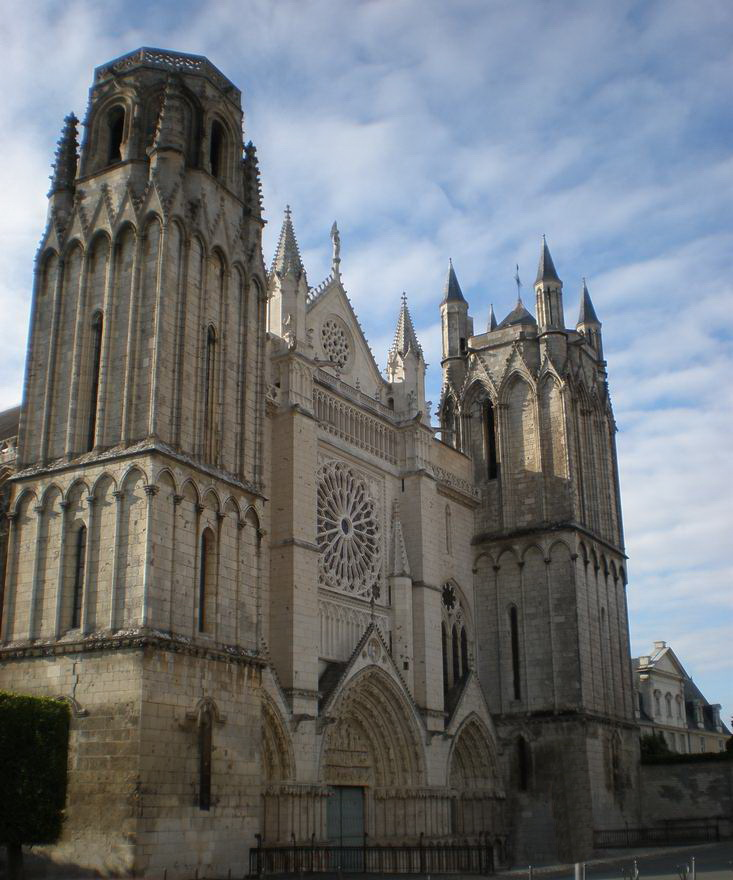
Kathedrale von Poitiers

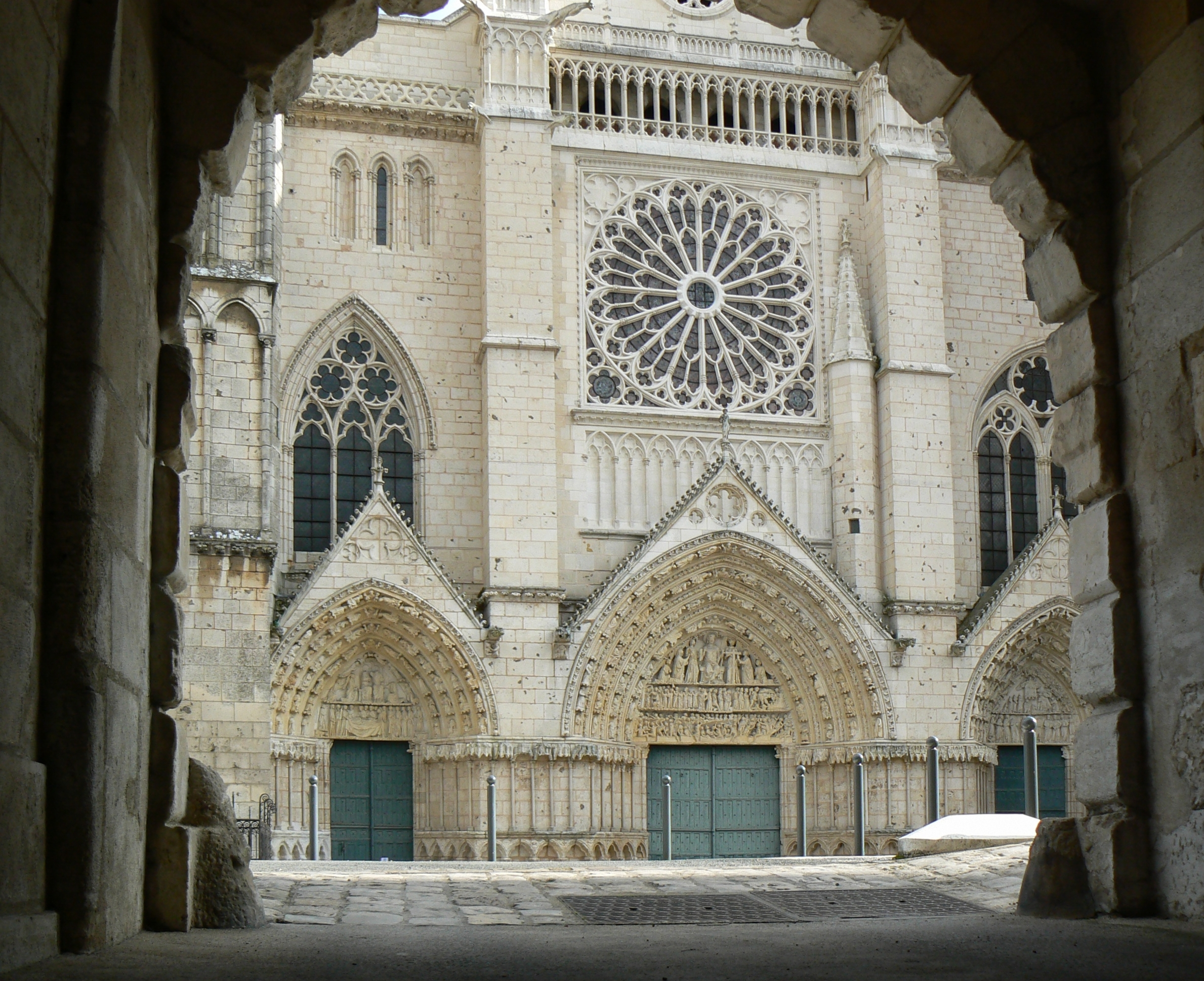
Westfassade der Kathedrale von Poitiers

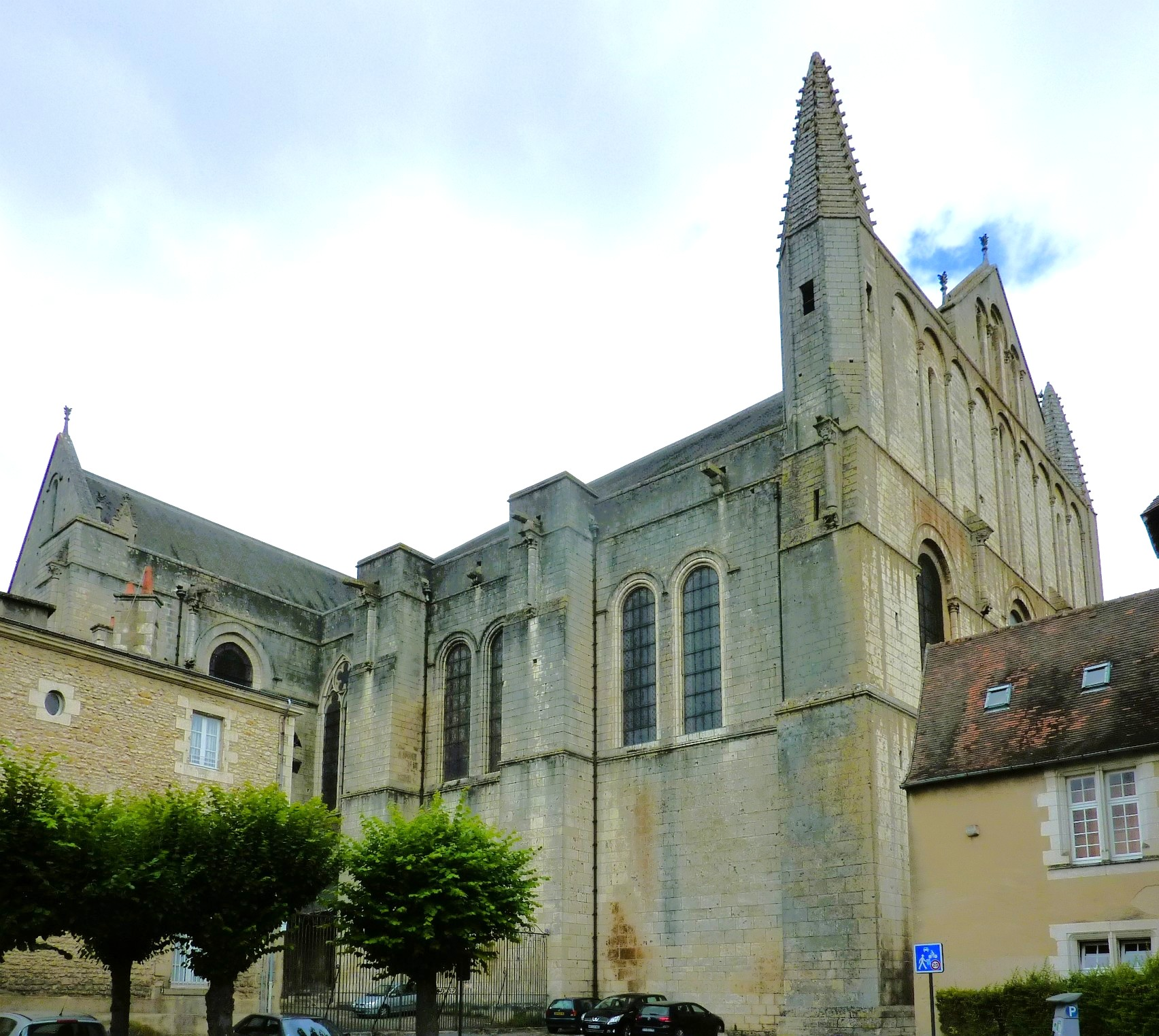
Das Chorhaupt mit dem geraden Ostabschluss, Ansicht von Südosten

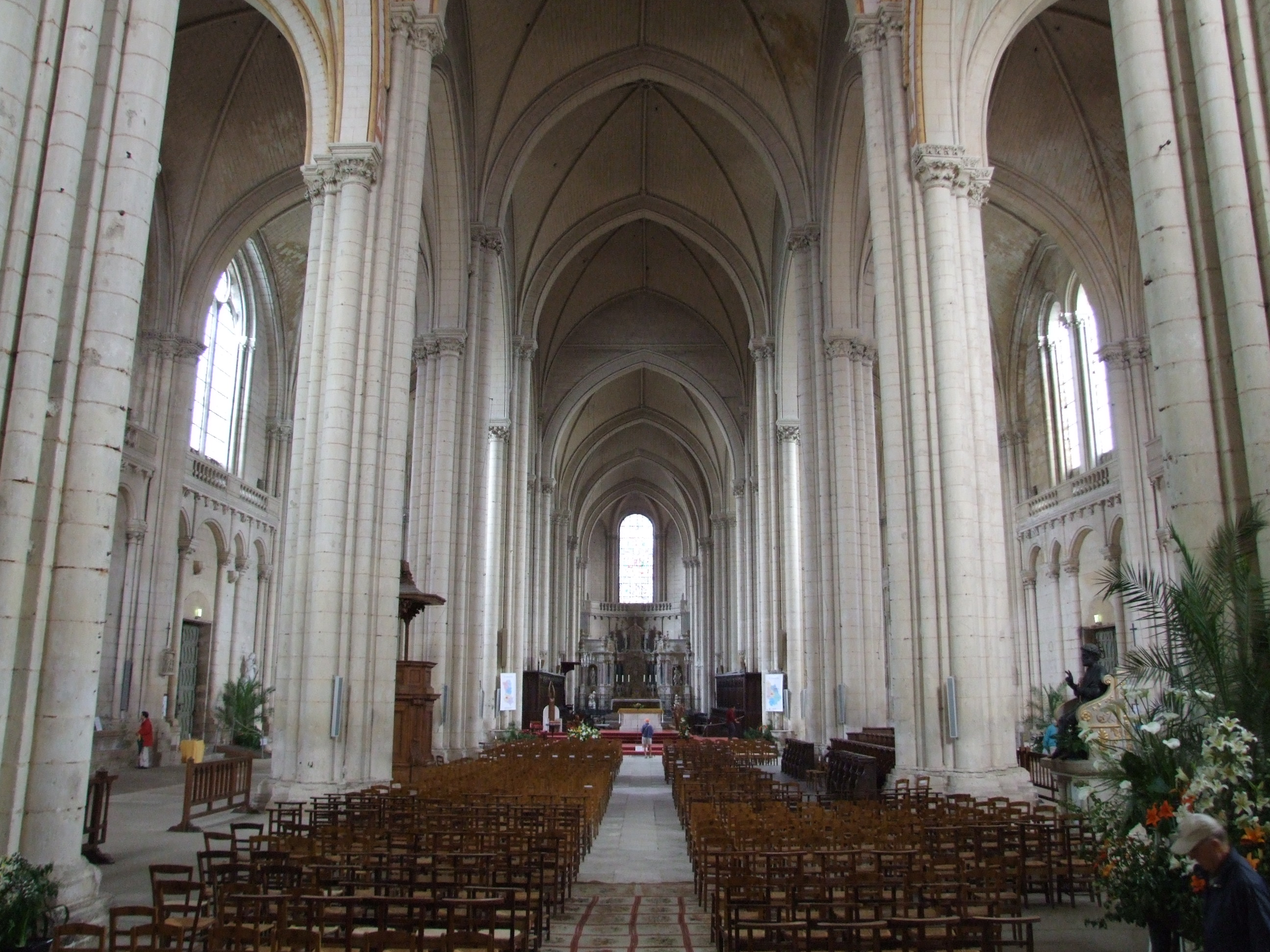
Innenansicht

Die Kathedrale Saint-Pierre in Poitiers im französischen Département Vienne (Region Nouvelle-Aquitaine) ist Sitz des Bischofs von Poitiers. Der – abgesehen von den Türmen aus dem 15. Jahrhundert – in den Jahren von 1166 bis 1271 errichtete, größtenteils gotische Dom mit beachtlichen Ausmaßen steht im Zentrum der Stadt und wurde 1912 zur Basilica minor. In seiner unmittelbaren Nähe ist das Baptisterium Saint-Jean zu finden.

## Geschichte
Als man mit dem Bau der Kathedrale begann, vereinte die Diözese von Poitiers etwa 1200 Pfarreien. Zu diesem Zeitpunkt war Eleonore von Aquitanien 44 Jahre alt und schon seit über einem Jahrzehnt Königin von England. Im Jahr der Grundsteinlegung brachte sie ihr 10. Kind Johann Ohneland zur Welt und lebte auf ihrem Schloss zu Poitiers, das sie zu einem Zentrum des höfischen Lebens ausbaute.

## Architektur

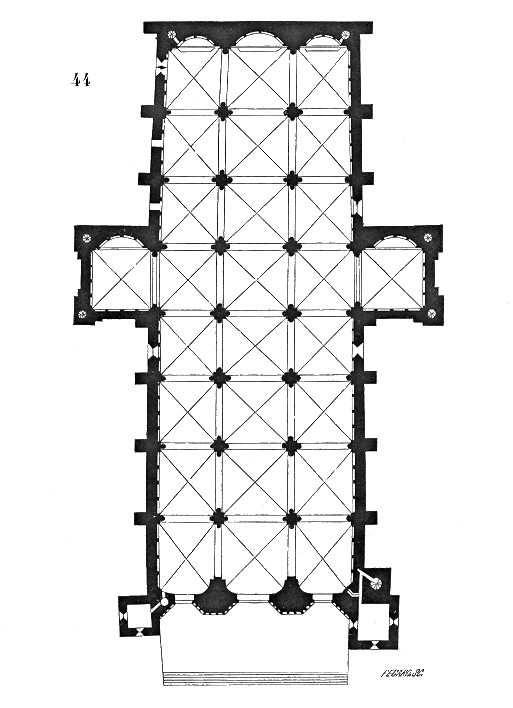
Grundriss der Kathedrale von Poitiers

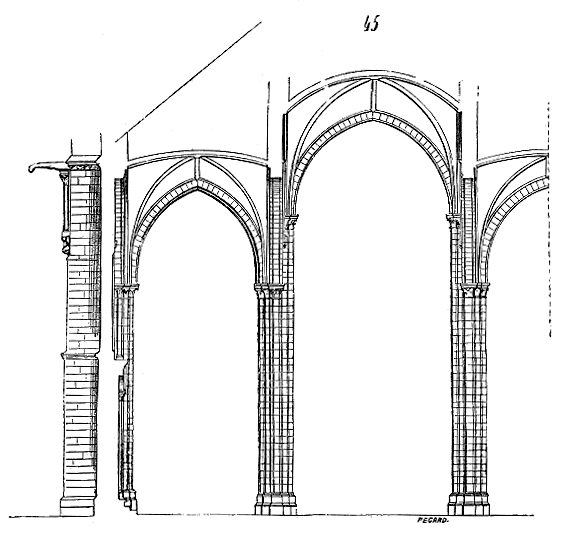
Querschnitt der Kathedrale von Poitiers

Die Kirche ist das Musterbeispiel einer Hallenkirche der Angevinischen Gotik.
Die Errichtung begann wohl 1162, wie gewöhnlich mit dem Chorhaupt, wurde mit dem Querhaus und dem Langhaus fortgesetzt und im 2. Drittel der 13. Jahrhunderts mit der Westfassade abgeschlossen. Die Westtürme wurden nicht vor Anfang des 16. Jahrhunderts vollendet.
Die verschiedenen Baukampagnen sind sowohl von außen als auch im Inneren der Kathedrale deutlich zu erkennen. Die frühen Gewölbe der beiden östlichsten Joche und des südlichen Querhausarmes sind mit dicken Kreuzrippen unterlegt. Ebenso wie beim Chorumgang der Abteikirche Saint-Denis, dem Ausgangspunkt der gotischen Gewölbetechnik, wurde auf die dekorativen, aber statisch irrelevanten Schlusssteine verzichtet. Je weiter der Bau nach Westen fortschritt, umso feiner werden die Gewölberippen, während die Gestaltung der Seitenwand die Formen der Hochgotik annimmt. Der gerade Ostabschluss kann als Ausdruck der Zugehörigkeit von Stadt und Kathedrale zum mit der englischen Krone verbundenen angevinischen Reich gesehen werden. Im englischen Kirchenbau übernahm man etwa zur gleichen Zeit gotische Formen, aber nicht den Umgangschor.
Die Westfassade stammt zum größten Teil aus dem zweiten Drittel des 13. Jahrhunderts. Die drei Westportale mit ihren Tympana erinnern an die großen Kathedralen des kapetingischen Kronlandes der Île-de-France und ihrer Umgebung. Die Dreiportalanlage war aber schon mit den Blendarkaden der 1150 vollendeten romanischen Abteikirche Notre-Dame-la-Grande in Poitiers vorweggenommen. Die Bogenfelder der Westfassade der Kathedrale Saint-Pierre zeigen im mittleren Portal im unteren Register die Auferstehung der Toten, darüber die Seligen und die Verdammten, ganz oben Jesus als Weltenrichter, im linken Portal Mariä Himmelfahrt und Krönung Mariens, im rechten Portal den ungläubigen Thomas. Die Gewände verloren ihre Statuen während der französischen Revolution. Die prächtige Fensterrose über den Portalen blieb erhalten.
Der Innenraum ist als Staffelhalle für das Poitou typisch, in ihrer Ausführung mit gotischen Gewölben aber eine wesentliche Neuerung. Der Zusammenhang der Halle ist viel eindrucksvoller als bei den romanischen Staffelhallen mit ihren Tonnengewölben, wie sie seit dem 11. Jahrhundert errichtet worden waren. Zudem ist diese Halle der Kathedrale mit fast 100 Metern Länge bei einer Höhe von 27 Meter deutlich größer als die romanischen Hallen – und als viele Basiliken.
Da Heinrich der Löwe und sein Gefolgsmann Bernhard II. von Lippe ihr „englisches“ Exil großenteils nicht in England, sondern im angevinischen Westfrankreich verbrachten, nehmen namhafte Kunsthistoriker an, dass bei der Einführung der gotischen Hallenkirche in Westfalen und davon ausgehend in Norddeutschland und in großen Teilen Mitteleuropas die Kathedrale von Poitiers Pate stand.

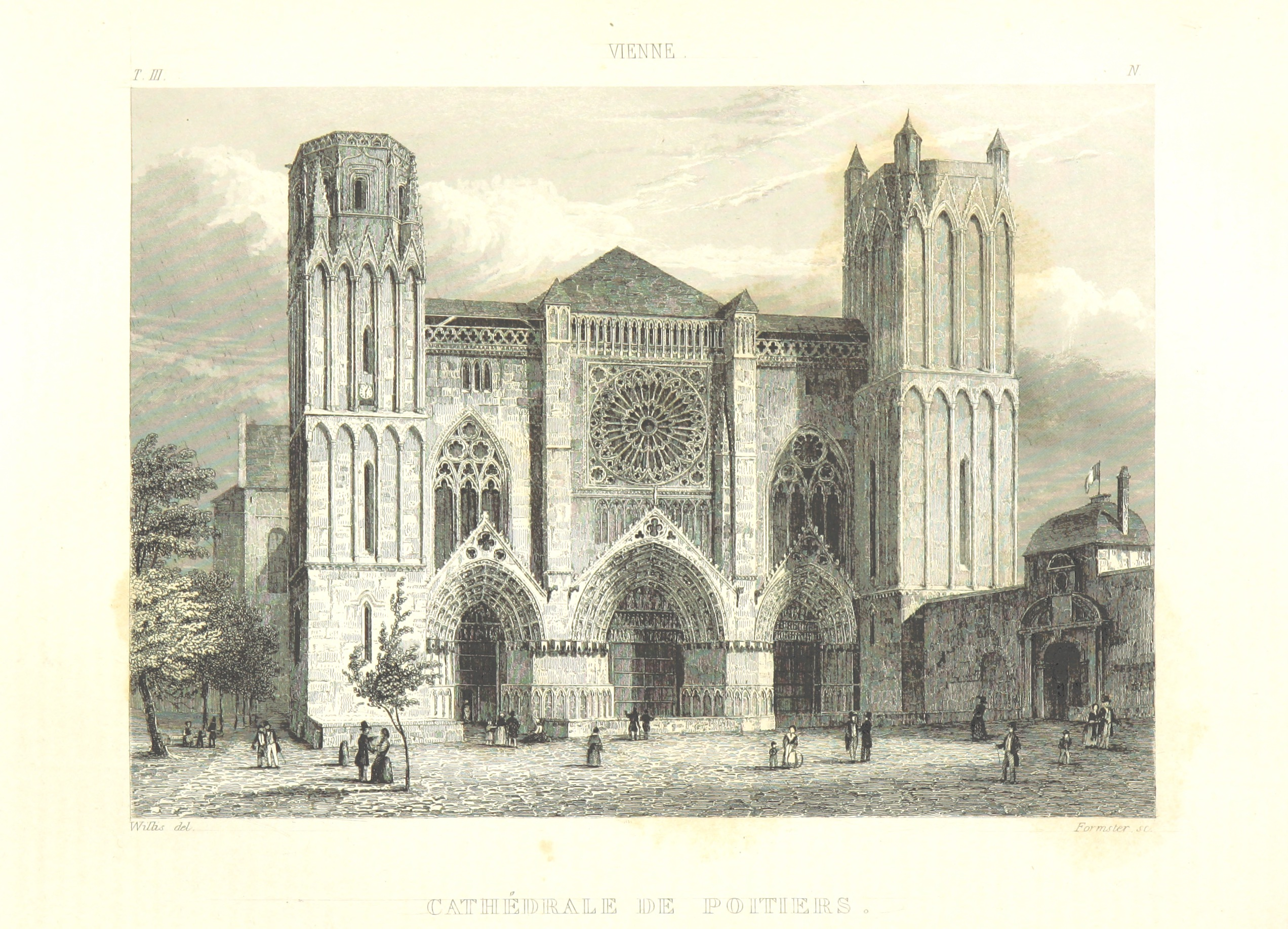
Westfassade 1844, noch ohne Attika

Im Unterschied zur Basilika liegen die Kirchenschiffe des Langhauses einer Hallenkirche auf gleicher oder annähernd gleicher Höhe, so dass eines der Merkmale dieses Bautypus das Fehlen des Obergadens ist: die Seitenwand des Mittelschiffes steigt über die volle Höhe bis zum Gewölbe auf. Der Lichteinfall erfolgt also nicht, wie bei dem deutlich erhöhten Mittelschiff der Basilika durch eine selbständige Fensterzone von oben, sondern nur von den Seiten. Gegenüber der Achsenbezogenheit der Basilika ergeben sich in der Halle durch Schrägansichten oft die schönsten Durchblicke und Raumbereicherungen.
Eine Besonderheit ist das im dritten Joch in Augenhöhe in die nördliche Seitenwand des Seitenschiffes gemeißelte Wandlabyrinth von knapp einem Meter Durchmesser. Ob es sich dabei um den Plan eines früher im Boden der Kirche vorhandenen aber verlorengegangenen Labyrinthes handelt, ist nicht geklärt.

## Fenster

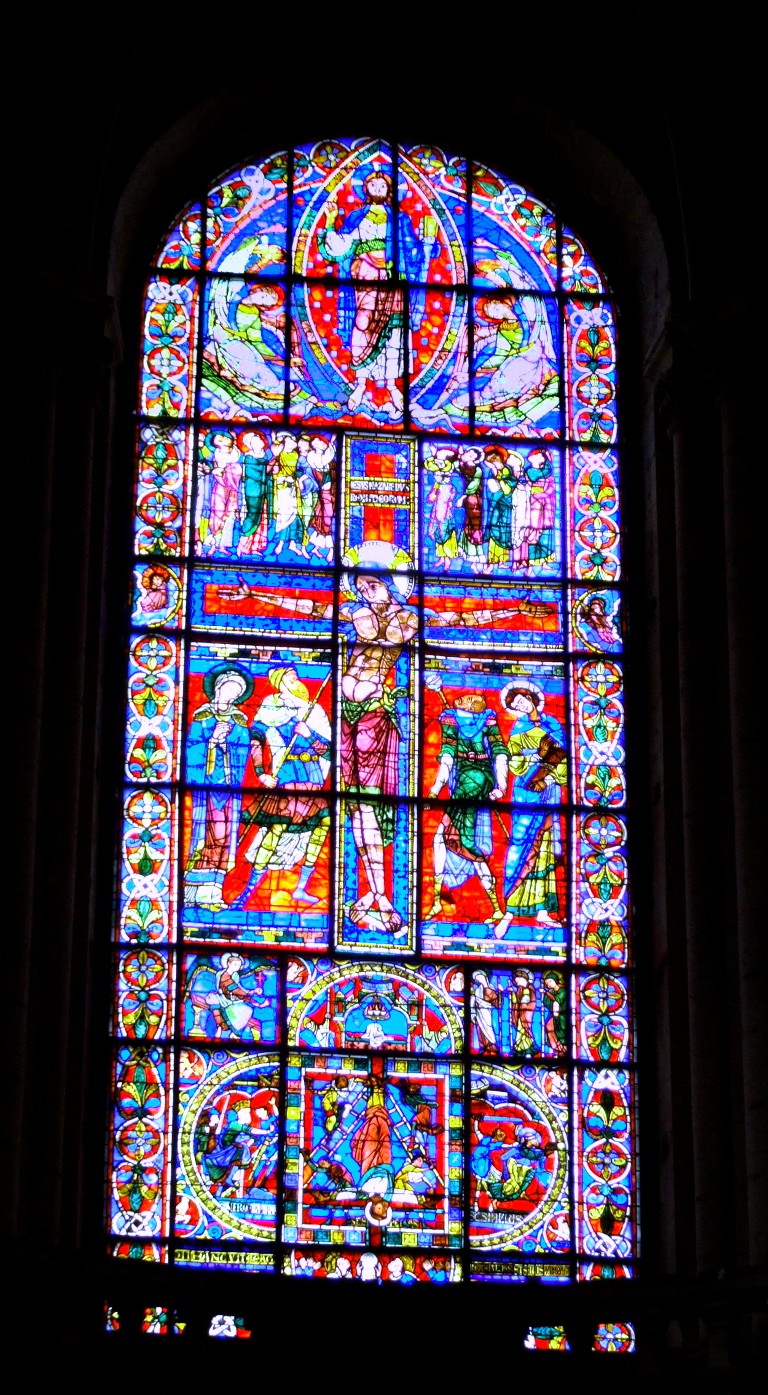
Kreuzigungsfenster

Von überragender Bedeutung sind die Bleiglasfenster des Chores und des Querhauses: es handelt sich größtenteils um Originale aus dem 12. und 13. Jahrhundert.
Besonders bemerkenswert ist das Fenster der Apsis, das auf die zweite Hälfte des 12. Jahrhunderts datiert wird und damit eines der frühesten in Frankreich erhaltenen Buntglasfenster ist, nach verschiedenen Quellen sogar das früheste erhaltene des Christentums. Für das frühe Erschaffungsdatum hat es außergewöhnliche Ausmaße (8,35 m × 3,10 m). Das Meisterwerk der Glasmalerei, nach dem zentralen Motiv auch Kreuzigungsfenster genannt, ist in drei Hauptregister untergliedert, die von unten nach oben die Martyrien der Namensgeber der Kirche Petrus und Paulus, darüber Jesus am Kreuz und ganz oben die Himmelfahrt Christi zeigen. Dargestellt sind ebenfalls die Auferstehung Christi (unter der Kreuzigungsszene), das leere Grab, auf das ein Engel hinweist (links) und, am Fuß der Komposition, König Heinrich II. von England und seine Gattin Eleonore von Aquitanien.
Der französische Staat übernahm die Finanzierung der im Dezember 2004 von den Spezialisten der Werkstatt Barthe-Bordeau durchgeführten kompletten Restaurierung des Meisterwerkes. Die Kosten beliefen sich über 170.000 Euro.

## Orgel

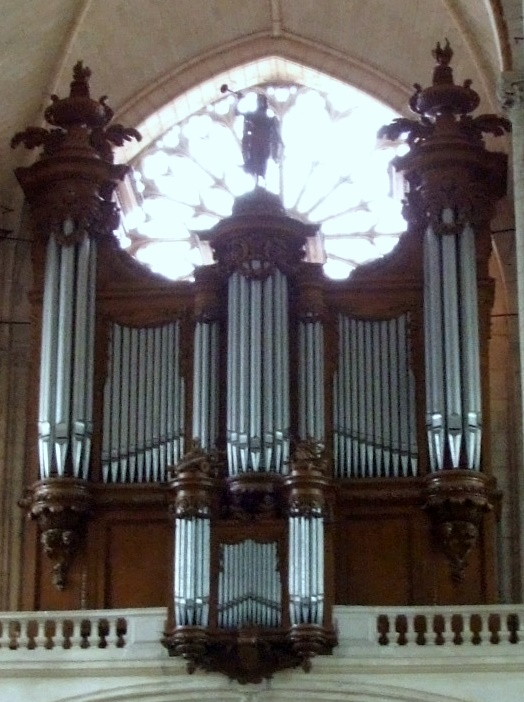
Prospekt mit Rückpositiv der Clicquot-Orgel von 1791

Die Kathedrale Saint-Pierre besitzt eine Orgel aus der Werkstatt des Hoforgelbauers François-Henri Clicquot (1732–1790), der im Jahr 1787 einen entsprechenden Auftrag des Domkapitels in Empfang nahm. Erst ein Jahr nach seinem Tod nahm das Instrument, eine der letzten „großen“ französischen Orgeln des 18. Jahrhunderts, seinen heutigen Platz in der Kathedrale ein. Es steht seit 1908 unter Denkmalschutz und wurde in den Jahren 1988 bis 1994 von Jean-Loup Boisseau und Bertrand Cattiaux auf Kosten des französischen Staates restauriert. Seit 2000 ist Olivier Houette Titularorganist.
Die Orgel hat folgende Disposition:
| Positif          |         |
| Montre           | 08′     |
| Second           | 08′     |
| Bourdon          | 08′     |
| Prestant         | 04′     |
| Nasard           | 02 ⁄3′  |
| Tierce           | 01 3⁄5′ |
| Doublette        | 02′     |
| Grand Cornet V 0 |         |
| Plein-Jeu VII    |         |
| Trompette        | 08′     |
| Clairon          | 04′     |
| Cromorne         | 08′     |

| Grand-Orgue       |         |
| Montre            | 16′     |
| Bourdon           | 16′     |
| Montre            | 08′     |
| Second            | 08′     |
| Bourdon           | 08′     |
| Prestant          | 04′     |
| Grande Tierce     | 03 1⁄5′ |
| Nasard            | 02 ⁄3′  |
| Doublette         | 02′     |
| Quarte de Nasard0 | 02′     |
| Tierce            | 01 3⁄5′ |
| Grand Cornet V    |         |
| Fourniture V      |         |
| Cymbale IV        |         |
| 1e Trompette      | 08′     |
| 2e Trompette      | 08′     |
| 1er Clairon       | 04′     |
| 2e Clairon        | 04′     |
| Voix Humaine      | 08′     |

| Récit      |    |
| Flûte      | 8′ |
| Cornet V   |    |
| Trompette0 | 8′ |
| Hautbois   | 8′ |

| Écho       |    |
| Bourdon    | 8′ |
| Flûte      | 8′ |
| Trompette0 | 8′ |

| Pédale           |     |
| Flûte (bouchée)0 | 16′ |
| Flûte (ouverte)  | 08′ |
| Flûte            | 04′ |
| Bombarde         | 16′ |
| Trompette        | 08′ |
| Clairon          | 04′ |

## Mobiliar und Domschatz
Das Chorgestühl, von dem angenommen wird, dass es ein Geschenk des Bischofs Jean de Melun (Bischof von 1235 bis 1257) war, gehört zu den ältesten in Frankreich erhaltenen Werken dieser Art, wenn es nicht sogar, wie andere Quellen angeben, sogar das älteste ist. Von den ursprünglich vorhandenen Stallen (Chorstühlen) sind auf jeder Seite der Chorschranke nur noch 37 vorhanden. In der hohen Dorsale (Rückenwand) sind die Zwickel einer Bogenreihe mit religiösen und profanen Motiven von außerordentlich großer Vielfalt ausgestaltet. Sie zeigen unter anderem die Jungfrau, Engel, Tiere, Fabeltiere und Szenen aus dem alltäglichen Leben.
Das sonstige früher vorhandene Kirchenmobiliar fiel im 18. Jahrhundert der Zerstörungswut der Revolutionäre zum Opfer. Es wurde nach der Revolution ersetzt durch Gegenstände, die aus den während der Revolution zerstörten Klöstern und Abteien der Umgebung stammen. Der barocke Marmoraltar (Ende 17. Jh.) der mittleren Apsis kommt aus der Benediktinerabtei La Trinité, das große hölzerne Retabel (17. Jh.) des südlichen Querhauses aus dem Dominikanerkloster, jener aus Eichenholz (18. Jh.) des nördlichen Querhausarmes aus einem Kapuzinerkloster, sein Tabernakel (1700–1701) aus einem Karmelitenkloster. Eine Kanzel und ein Beichtstuhl (beide 18. Jh.), Gemälde und Statuen (16./17. Jh.) vervollständigen das Mobiliar der Kathedrale.
Der Domschatz mit Kult- und Kunstgegenständen (12./17. Jh.) wird im südlichen Fassadenturm ausgestellt.